# Dorvillea pseudorubrovittata
Dorvillea pseudorubrovittata är en ringmaskart som beskrevs av Miles Joseph Berkeley 1927. Dorvillea pseudorubrovittata ingår i släktet Dorvillea och familjen Dorvilleidae. Inga underarter finns listade i Catalogue of Life.